# Riocabado
Riocabado – gmina w Hiszpanii, w prowincji Ávila, w Kastylii i León, o powierzchni 19,77 km². W 2011 roku gmina liczyła 171 mieszkańców.